# Dear One
«Dear One» es una canción del músico británico George Harrison publicada en el álbum de estudio Thirty Three & 1/3. La canción está inspirada y dedicada a Paramahansa Yogananda, cuyo libro Autobiografía de un yogui fue una influencia en Harrison. Salvo por Richard Tee, que tocó el órgano, el resto de los instrumentos de la canción fueron tocados por el propio Harrison.

## Historia
Harrison escribió la letra de «Dear One» en 1976 durante unas vacaciones en las Islas Vírgenes, poco antes de comenzar a trabajar en Thirty Three & 1/3. En su autobiografía, I, Me, Mine, Harrison dijo que creía que era la única canción que compuso en La. La letra está dirigida a Premavatar Paramahansa Yogananda, autor de Autobiografía de un yogui, quien Harrison llamó «una gran influencia en mi vida». Durante su viaje a la India en 1966, el hermano de Ravi Shankar le dio una copia del libro de Harrison, después de lo cual, según el autor Peter Doggett, Harrison «leía cualquier texto espiritual hindú que podía encontrar».
Aparte del músico estadounidense Richard Tee en el órgano, Harrison tocó todos los instrumentos de la canción: guitarra acústica, sintetizadores y percusión. Al igual que con «See Yourself», Harrison dedicó «Dear One» a Yogananda en los créditos del álbum Thirty Three & 1/3.

## Personal
- George Harrison: voz, guitarra acústica, sintetizador, hi hat y coros
- Richard Tee: órgano